# Petrosaltator rozeti
Petrosaltator rozeti là một loài động vật có vú trong họ Macroscelididae, bộ Macroscelidea. Loài này được Duvernoy mô tả năm 1833.

## Hình ảnh

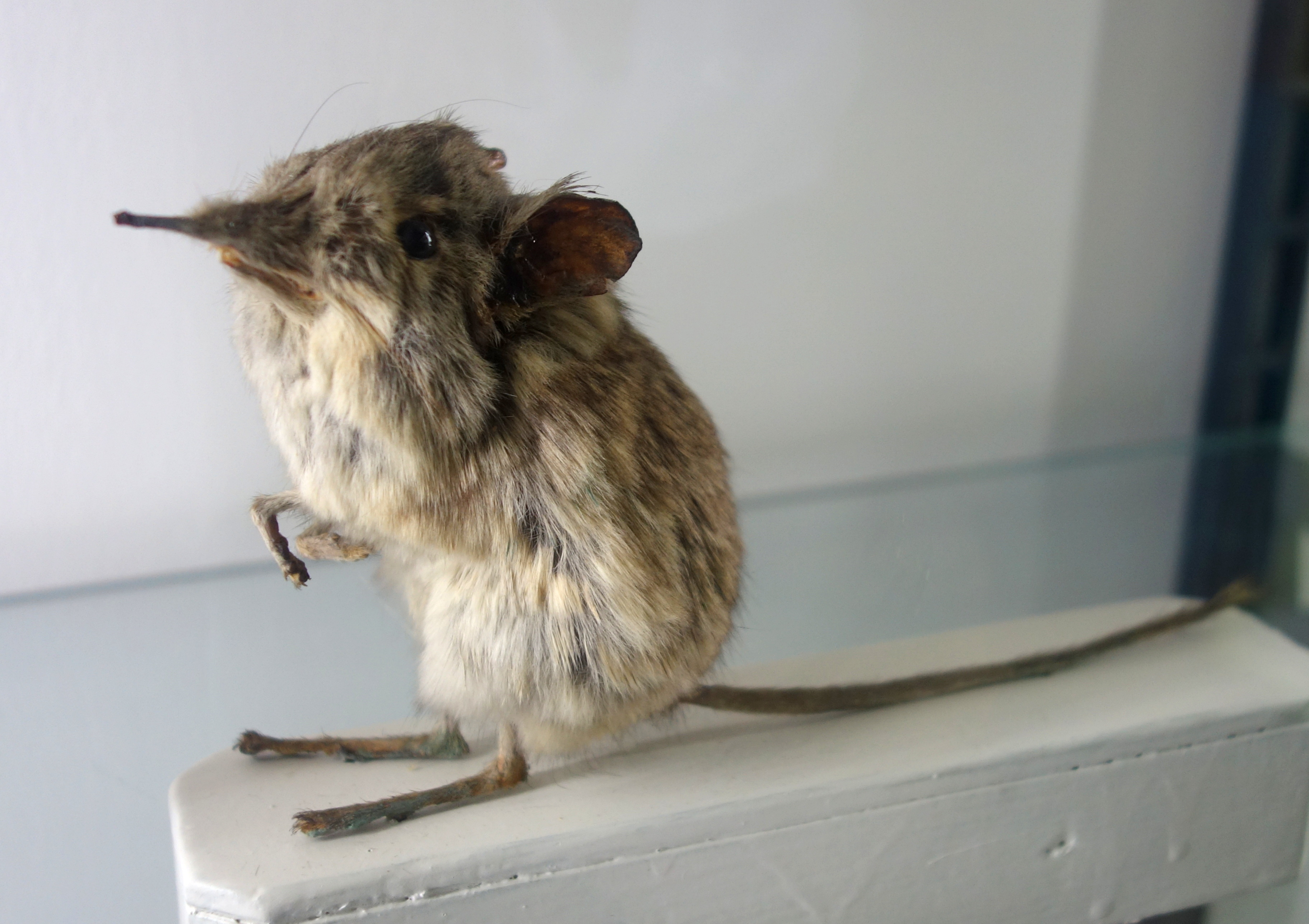